# Marco di Castri
Marco di Castri (Milano, 8 ottobre 1952) è un sassofonista, chitarrista e filmmaker italiano.

## Biografia
Ha vissuto a Milano, Stresa, Buenos Aires, Napoli, Venezia, Torino, Parigi, Biella. Nel 1968 inizia a suonare il sassofono tenore in un gruppo musicale di R&B a Venezia che si esibiva le domeniche pomeriggio in un locale di Jesolo. Appassionato di fotografia, nel 1970 lavora come assistente del fotografo Alfa Castaldi a Milano. Dal 1973 si dedica all'attività di musicista con il gruppo Dedalus, attività che prosegue tuttora. Nel 1977 intraprende un lungo viaggio attraverso Turchia, Iran, Afghanistan, Pakistan, India e Nepal, documentandolo con centinaia di fotografie in BN e a colori. Il suo interesse prima per la fotografia e poi per il cinema e per il mondo dell'arte contemporanea, lo porta, a partire dal 1982, ad approfondire l'uso delle tecniche del cinema in presa diretta in ambito artistico.
La sua esperienza si sviluppa principalmente nel progetto Cataloga, una casa editrice specializzata in documentari su artisti, mostre e musei, che gli consente di lavorare con diversi artisti, tra i quali Michael Snow, Daniel Buren, Jean Tinguely, Michelangelo Pistoletto, Joseph Beuys, Claes Oldenburg, Jannis Kounellis.

## Musica
Nel 1973 registra il suo primo album Dedalus, cui segue il secondo, Materiale per tre esecutori e nastro magnetico, entrambi per l'etichetta Trident Records.
Dopo una serie di concerti in Italia e all'estero, e dopo l'abbandono del percussionista Enrico Grosso, Marco di Castri prosegue l'attività sperimentale in duo con il violoncellista e pianista Fiorenzo Michele Bonansone. Collabora con diversi musicisti tra cui Steve Lacy in trio assieme a Fiorenzo Bonansone. Con Lacy e Bonanasone registra in studio un lungo brano, tuttora inedito.
Nel 1980, assieme al compositore Daniele Vineis, realizza per Alchimia di Alessandro Mendini l'installazione sonora "Musica per decori" (durata 13 ore) per la mostra "La superficie modificante" (Centrodomus, Milano):  e nel 1983, sempre assieme a Daniele Vineis, realizza l'ambiente sonoro per la mostra "Ambienti di transito" di Alessandro Mendini e Alchimia (Centro Ellisse, Napoli). Una parte della composizione è stata pubblicata nel vinile di Alessandro Mendini "Architettura Sussurrante" edito in sole 2000 copie nel 1983, ed oggi divenuto una rarità discografica. Nel 2019 viene ripubblicata la registrazione integrale della composizione (nel CD "Extrasussurrante" pubblicato da The Unripe NYC, Industrie Discografiche Lacerba, Firenze/New York).

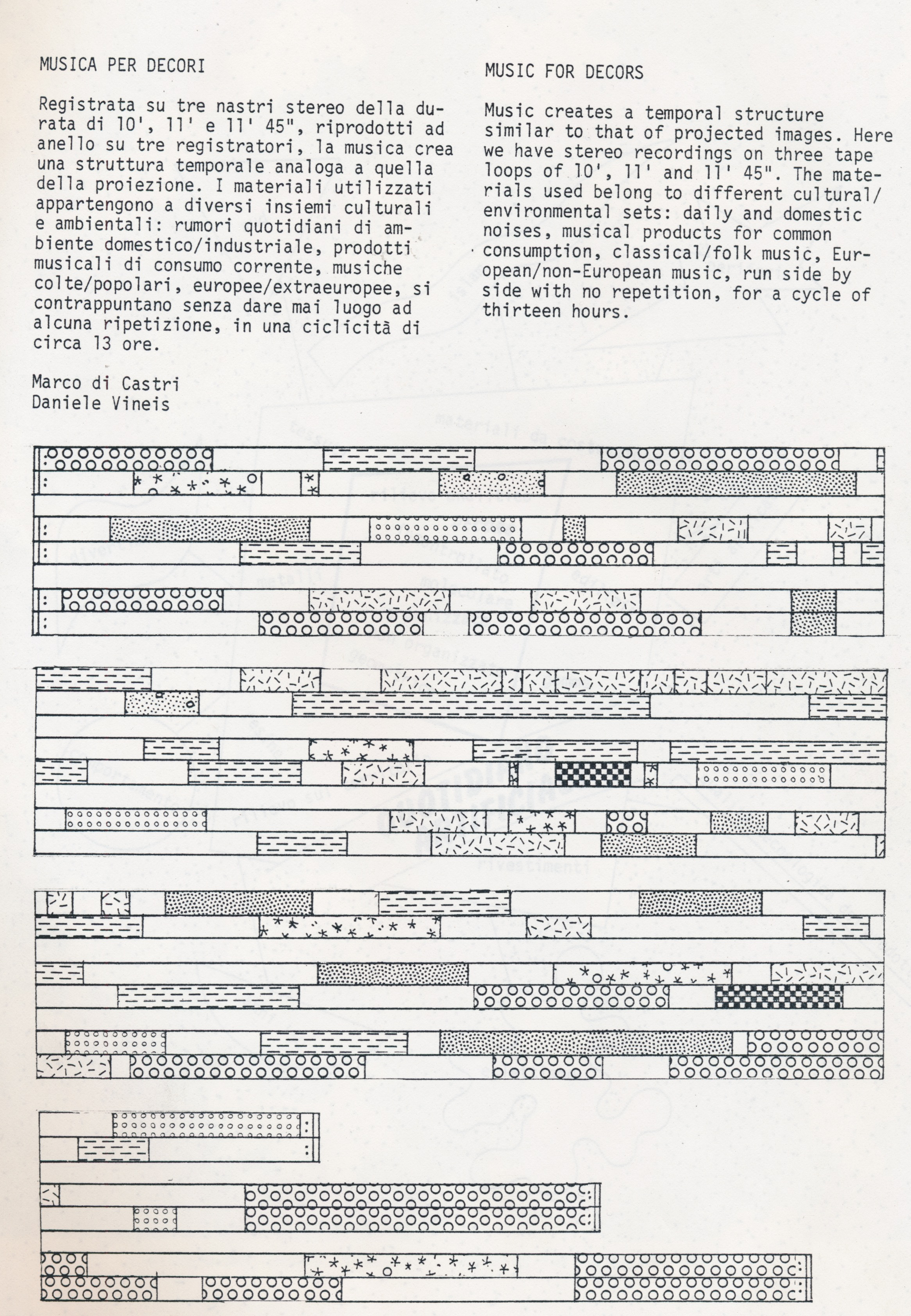
Schema della partitura musicale dell'installazione sonora al Centro Domus di Milano, 1980

Nel 1981, suona con I Magazzini Criminali di Sandro Lombardi e Federico Tiezzi al festival "ELECTRA1 - Festival per i fantasmi del futuro" dove suonavano gruppi musicali come Bauhaus, DNA, Brian Eno, Peter Gordon, i Chrome, The Lounge Lizards, i N.O.I.A., i Gaznevada, i Band-Aid ed i Rats.
Diversi materiali inediti registrati tra il 1976 e il 1977, vengono pubblicati nel 1992 in un CD assieme alla riedizione rimasterizzata del secondo disco (Pezzi inediti '75'76 + materiali per tre esecutori e nastro magnetico, (Elica).
Nel 2017 viene finalmente pubblicato un cofanetto con le registrazioni integrali di Dedalus dal 1973 al 2017, molte delle quali mai pubblicate prima d'ora, e un libro di 64 pagine con fotografie inedite e la storia del gruppo dalla sua formazione a oggi (Le Ricordanze/ The Complete Recordings 1973-2015, AMS).

## Film
All'inizio degli anni '80, senza mai abbandonare la sperimentazione musicale, inizia la sua attività di filmmaker, prima con un documentario di taglio etnografico (Pietro G.) presentato al Festival di cinema Antropologico di Siena, e in seguito con il film Ouverture (1984), che racconta i giorni che precedono l'apertura del Museo d'Arte contemporanea Castello di Rivoli, durante i quali decine di artisti di fama mondiale (tra i quali Kounellis, Beuys, Pistoletto, Buren) installano i propri lavori.
Con la società Cataloga, fondata con Gianfranco Barberi, produce oltre 20 film su artisti e mostre, distribuiti e trasmessi in tutto il mondo. In co-produzione con le Editions du Centre G. Pompidou realizza il primo videocatalogo d'autore (Tinguely par Tinguely, 1988), con una videocassetta VHS e un libro delle stesse dimensioni interamente disegnato a mano da Jean Tinguely. Il documentario ha vinto il Primo Premio al Festival del Film sull'Arte di Asolo. Il video Now I Know Snow ha vinto il Gabbiano d'Argento al Festival del Cinema Indipendente di Bellaria nel 1986. Il film su Michelangelo Pistoletto (I Have a Mirror, You Have a Mirror) è stato presentato a New York nel 1988 come parte integrante di un'opera di Pistoletto nella sua mostra retrospettiva alla galleria PS1.
Nel 1989 realizza con Gianfranco Barberi, il film Magiciens de la Terre (52'), cronaca di tutto quello che successe nel mese di aprile del 1989 a Parigi negli spazi della Grande Halle della Villette e del Centre G. Pompidou, quando si allestì l'omonima mostra che cambiò per sempre il mondo dell'arte contemporanea: artisti occidentali e non, allestirono per la prima volta le loro opere senza che tra loro ci fosse alcun criterio di discriminazione culturale né geografica.
Nel 1994, il Musée National d'Art Moderne di Parigi ha dedicato una retrospettiva di un mese a tutti i film realizzati da Cataloga. Il film su Giuseppe Penone Con l'orecchio all'albero (25' 2010), è stato presentato al Museo del Louvre nel 2014.
Dal 1997 al 2017 ha lavorato nella pay tv dove a partire dal 2011 con Sky Arte ha realizzato come regista film su scrittori e artisti tra cui: Michael Cunningham, Jeremy Rifkin, Alfonso Cuarón, Kiki Smith, Francesco Clemente, Elizabeth Strout.
Il suo ultimo film, L'Enigma di Jean Rouch a Torino - Cronaca di un film raté (90'), realizzato con Paolo Favaro e Daniele Pianciola e prodotto da Atacama Film, è stato presentato in concorso alla 74ª Mostra del Cinema di Venezia ed è stato trasmesso da Sky Arte.

## Premi e riconoscimenti
- 2008  Premio Chatwin, Genova. Secondo premio nella sezione Volontariato al cortometraggio: "Kimbondo"
- 1996  Jazz and Image Festival. Premio a "Scalabrun".
- 1992  Asolo Art FIlm Festival. Primo premio al film "Tinguely par Jean Tinguely"
- 1986  Festival del Cinema Indipendente di Bellaria. Gabbiano d'Argento al film "Now I know Snow"

## Discografia
- 2021   Dedicated to Hydro (Bandcamp,https://dedalustheoriginal1973group.bandcamp.com/)
- 2020   29 May (Bandcamp,https://dedalustheoriginal1973group.bandcamp.com/)
- 2020   Ikarus is dead (Bandcamp,https://dedalustheoriginal1973group.bandcamp.com/)
- 2019   Songs for the long Italian '68 (Bandcamp,https://dedalustheoriginal1973group.bandcamp.com/)
- 2017   Le Ricordanze, The Complete Recordings 1973-2015, AMS
- 1997   Pia Visione (inedito)
- 1992   Pezzi Inediti '75 '76 + Materiale per tre esecutori e nastro magnetico, (Elica)
- 1983   Architettura Sussurrante (Ariston Music) (con Daniele Vineis)
- 1974 Materiale per tre esecutori e nastro magnetico, (Trident Records)
- 1973 Dedalus, (Trident Records)